# Dactylolabis knowltoni
Dactylolabis knowltoni là một loài ruồi trong họ Limoniidae. Chúng phân bố ở miền Tân bắc.